# Pino Torinese
Pino Torinese é uma comuna italiana da região do Piemonte, província de Turim, com cerca de 8.238 habitantes. Estende-se por uma área de 21 km², tendo uma densidade populacional de 392 hab/km². Faz fronteira com Torino, Baldissero Torinese, Chieri, Pecetto Torinese, Cambiano.

## Demografia
| Variação demográfica do município entre 1861 e 2011                               |
|                                                                                   |
| Fonte: Istituto Nazionale di Statistica (ISTAT) - Elaboração gráfica da Wikipedia |